# Эрмиди, Георгий Яннисович
Георгий Яннисович Эрмиди (род. 8 июня 2001) — российский и греческий футболист, полузащитник.

## Карьера
Воспитанник футбольной академии греческого клуба «Паниониос». В октябре 2020 года футболист перебрался в структуру украинской «Десны». В феврале 2023 года футболист перешёл в российский клуб «Знамя Труда». Свой дебютный и единственный матч за клуб футболист сыграл 3 апреля 2023 года против новгородского «Электрона», выйдя на замену на 88 минуте. Позже футболист на протяжении всего сезона даже не попадал в заявку основной команды. В августе 2023 года футболист присоединился к белорусскому «Нафтану», с которым заключил контракт на полтора сезона. Дебютировал за клуб футболист 30 сентября 2023 года в матче против бобруйской «Белшины», выйдя на замену на 91 минуте. Закрепиться в основной команде клуба у футболиста не вышло, лишь под конец чемпионата проведя 4 матча, в которых вышел на замену на последних минутах основного времени, результативными действиями не отличившись. В январе 2025 года футболист продлил контракт с клубом. Однако футболист принял участие в паре товарищеских матчах и в феврале 2025 года покинул клуб, расторгнув контракт по соглашению сторон.